# Taraxacum lucipedatum
Taraxacum lucipedatum é uma espécie de planta com flor pertencente à família Asteraceae. 
A autoridade científica da espécie é Soest, tendo sido publicada em Acta Bot. Neerl. 10: 284. 1961.
Os seus nomes comuns são dente-de-leão, o-teu-pai-é-careca ou taráxaco.

## Portugal
Trata-se de uma espécie presente no território português, nomeadamente em Portugal Continental.
Em termos de naturalidade é endémica da região atrás referida.

## Protecção
Não se encontra protegida por legislação portuguesa ou da Comunidade Europeia.